# Liste der Monuments historiques in Marchémoret
Die Liste der Monuments historiques in Marchémoret führt die Monuments historiques in der französischen Gemeinde Marchémoret auf.

## Liste der Objekte
| Bezeichnung                         | Beschreibung | Standort                                                                  | Kennzeichnung | Schutzstatus | Datum | Bild |
| ----------------------------------- | --- | ------------------------------------------------------------------------- | ------------- | ------------ | ----- | ---- |
| Glocke                              | Bronzeglocke von der Glockengießerei Chéron in Meaux, 1792 gegossen | In der Kirche Notre-Dame de l’Assomption (Lage)                           | PM77001033    | Classé       | 1942  |      |
| Hochaltar, Altarbild und Tabernakel | Der Hauptaltar besteht aus dem Altargrab, dem Altarbild mit zwei Pilastern die von zwei Feuerkrügen und einer Glorie überragt werden und dem Tabernakel der mit verschnörkelten Elementen hergestellt wurde. Entstehungszeit im 18. Jahrhundert. | Im Chor und der Sakristei in der Kirche Notre-Dame de l’Assomption (Lage) | PM77003018    | Inscrit      | 1978  |      |
| Skulptur Madonna mit Kind           | Holzskulptur mit einer Mondsichel unter den Füßen der Madonna und Resten einer Bemalung. Entstehungszeit im 17. Jahrhundert. | In der Kirche Notre-Dame de l’Assomption (Lage)                           | PM77004787    | Inscrit      | 1994  |      |
| Taufbecken                          | Taufbecken aus Stein mit einem ovalen Becken das mit einem Holzdeckel abschließt. Hergestellt im 18. Jahrhundert. | In der Kirche Notre-Dame de l’Assomption (Lage)                           | PM77004788    | Inscrit      | 1994  |      |